# Challenger de Nonthaburi III 2024
El torneo Nonthaburi Challenger III 2024 fue un torneo de tenis perteneció al ATP Challenger Tour 2024 en la categoría Challenger 75. Se trató de la 9ª edición; el torneo tuvo lugar en la ciudad de Nonthaburi (Tailandia), desde el 15 hasta el 21 de enero de 2024 sobre pista dura al aire libre.

## Jugadores participantes del cuadro de individuales
| Favorito | País                        | Jugador         | Rank1 | Posición en el torneo |
| -------- | --------------------------- | --------------- | ----- | --------------------- |
| 1        | Bandera de Croacia          | Duje Ajduković  | 143   | Cuartos de final      |
| 2        | Bandera de Alemania         | Benjamin Hassan | 150   | Segunda ronda         |
| 3        | Bandera de Japón            | Sho Shimabukuro | 152   | Segunda ronda         |
| 4        | Bandera de los Países Bajos | Gijs Brouwer    | 154   | Primera ronda         |
| 5        | Bandera de República Checa  | Dalibor Svrčina | 166   | Baja                  |
| 6        | Bandera de Ucrania          | Vitaliy Sachko  | 169   | Primera ronda, retiro |
| 7        | Bandera de Italia           | Matteo Gigante  | 172   | CAMPEÓN               |
| 8        | Bandera de Italia           | Mattia Bellucci | 180   | Primera ronda         |

- 1 Se ha tomado en cuenta el ranking del 8 de enero de 2024.

### Otros participantes
Los siguientes jugadores recibieron una invitación (wild card), por lo tanto ingresan directamente al cuadro principal (WC):
- Thanapet Chanta
- Maximus Jones
- Kasidit Samrej

Los siguientes jugadores ingresan al cuadro principal tras disputar el cuadro clasificatorio (Q):
- Bai Yan
- Giovanni Fonio
- Hong Seong-chan
- Tennys Sandgren
- Akira Santillan
- Arthur Weber

## Campeones

### Individual Masculino
- Matteo Gigante derrotó en la final a  Seong-chan Hong por 6–4, 6–1

### Dobles Masculino
- Luke Johnson /  Skander Mansouri derrotaron en la final a  Rithvik Choudary Bollipalli /  Niki Kaliyanda por 7–5, 6–4